# Володимирко Володарович
Володимир Володарович також Володимир Галицький (1104, ймовірно, Перемишль — 1152/1153) — князь звенигородський (1124—1128), перемиський (1128-1141), галицький (1141-1153), буський (1151-1153), син Володаря Ростиславича, батько Ярослава Осмомисла, засновник першої галицької князівської династії, перший князь об'єднаного Галицького князівства.

## Біографія
Народився 1104 року, може, у Перемишлі,[джерело?] де його батько Володар Ростиславич князював з 1092 по 1124 рр. Ймовірно, його матір'ю була поморська княжна.
Відомості про те, що Володимирко окрім Звенигородського князівства отримав ще й Белзьке, малоймовірні.. 1124 року, після смерті Володаря Ростиславича, став Звенигородським князем, а його брат Ростислав (?—1128) отримав престіл батька, який близько 1126 року Володимирко без успіху спробував відібрати. Після смерті брата, 1129 року,[джерело?] заволодів Перемишлем, а небожеві Іванові Ростиславичу Берладнику віддав Звенигород. Після смерті двоюрідних братів (братів у перших) Ростислава-Григорія (пом. між 1127 і 1141) та Ігоря-Івана Васильковичів (?—1141), які не залишили спадкоємців, Володимирко, за правом спадку,[джерело?] зайняв Теребовль і Галич. Об'єднав Перемишльську, Галицьку і Теребовлянську землі, а також ліквідоване ним удільне Звенигородське князівство (після виступу проти нього Івана Ростиславича в 1145 році) в єдине Галицьке князівство. Столицею князівства він обрав Галич у 1141 (за іншими даними — 1144) році.[джерело?] Придушив Галицьке повстання 1144 року.
Намагався об'єднати під своєю владою і волинські землі, проте в боротьбі за них з київським князем Всеволодом Ольговичем зазнав невдачі, виплативши контрибуцію 1400 гривень сріблом та зобов'язавшись підтримувати Ігоря Ольговича. Був союзником Юрія Долгорукого в його боротьбі проти київського князя Ізяслава Мстиславича і допоміг йому здобути Київ. Вів тривалу боротьбу проти Угорського королівства, спираючись на союз з візантійським імператором Мануїлом I Комніном. 1152 року уклав мирний договір з угорським королем Гезою II. За правління князя Володимирка були закладені основи майбутньої могутності Галицько-Волинської держави.
Помер 1152 або 1153 року.

## Володимирко і Теремець
Під 1150 роком літопис згадує, як Володимирко Галицький, переслідуючи київського князя Ізяслава, «ста у Киыва, у теремця». М. І. Петров вважав, що цей теремець являв собою князівський заміський двір. М. С. Грушевський локалізовував його на місці пізнішого хутора Теремки (зараз — однойменний житловий масив), Л. Є. Махновець же вважав Теремець селом, погоджуючись з його розміщенням у Теремках.

## Родина
Дружина: правдоподібно, близько 1117 року одружився з Софією, донькою угорського короля Коломана (Калмана Книжника).
Діти:
- Ярослав Осмомисл (?—1187) — князь галицький (1153—1187), один з найвидатніших князів Руси-України.
- Марія-Анастасія (1120—1209), дружина Болеслава IV Кучерявого, князя краківського.
- Євдокія  — дружина Мешка Старого[16] (менш імовірно) або його брата Генрика.
- Мстислав-Філіп (?-?)[джерело?]